# Jean Kuhlmann
Jean Jackson Kuhlmann (Blumenau, 29 de abril de 1975) é administrador de empresas. Foi duas vezes vereador de Blumenau, secretário de Estado do Desenvolvimento Econômico Sustentável do governo de Santa Catarina e três vezes deputado estadual de Santa Catarina, pela região do Vale do Itajaí.

## Vida pessoal
Filho de Félix e Ingeborg Kuhlmann.
Formou-se em administração pela Universidade Regional de Blumenau (Furb) onde atuou no diretório acadêmico de Administração como presidente. Possui pós-graduação em administração pública, no núcleo do Instituto Nacional de Pós-Graduação (INPG) e Furb e também especialização em Gestão Pública na Alemanha.

## Vida pública
Foi presidente da Associação de Moradores da Rua Primeiro de Janeiro em Blumenau.
Foi candidato à vereador de Blumenau por três vezes pelo então Partido da Frente Liberal (PFL). Em 1996 conseguiu a terceira suplência com 1.159 votos. No ano 2000 se elegeu vereador com 3.242 e foi reeleito em 2004 com 7.984 votos, alcançando a maior votação de um vereador na história de Santa Catarina.
Em 2006 foi candidato à Assembleia Legislativa de Santa Catarina e elegeu-se deputado estadual com 38.047 votos pelo Partido da Frente Liberal (PFL).
Em fevereiro de 2007 o parlamentar assumiu a Secretaria do desenvolvimento econômico Sustentável atendendo ao chamado do então governador Luiz Henrique da Silveira, função que ocupou até dezembro deste mesmo ano.
Em 2010 foi reeleito deputado estadual com 59.789 votos pelo partido Democratas (DEM), conquistando a quarta maior votação.
Em 2014 foi reeleito para o terceiro mandato de deputado estadual com 56.468 votos pelo Partido Social Democrático (PSD), alcançando a oitava maior votação.
Em 2016 - foi candidato a Prefeito de Blumenau, chegando no segundo turno, obtendo 63,411 votos.
2017 - Assumiu a Presidência da Comissão de Constituição e Justiça da Assembleia Legislativa de Santa Catarina, sendo o primeiro deputado do PSD ocupar a presidência.

## Cargos e funções públicas
Kuhlmann assumiu os seguintes cargos:
- Vereador de Blumenau - Período: 2001 – 2004
- Vereador de Blumenau - Período: 2005 – 2006
- Deputado estadual de Santa Catarina - Período: 2007 – 2011
- Secretário de Estado do Desenvolvimento Econômico Sustentável do Governo de Santa Catarina - Período: fevereiro de 2007 a dezembro de 2007
- Deputado estadual de Santa Catarina - Período: 2011 - 2015
- Deputado estadual de Santa Catarina - Período: 2015 - (cargo atual)
- Presidente da Comissão de Constituição e Justiça da ALESC - 2017

## Atuação como deputado estadual
Fórum Permanente de Aprimoramento do Sistema de Proteção contra Enchentes em Santa Catarina. Presidiu a Comissão de Ética e Decoro Parlamentar, a Comissão da Educação e a Comissão de Trabalho, Administração e Serviço Público, e foi membro da Comissão de Transportes e Desenvolvimento e da Comissão de Finanças e Tributação. Nesse mandato o parlamentar apresentou 77 Projetos de Lei e obteve a aprovação de 66 deles.
No segundo mandato, iniciado em 2011, Jean Kuhlmann deu continuidade à luta pela duplicação da rodovia BR-470 e Prevenção de Desastres Naturais em Blumenau e na Região do Vale do Itajaí, além de criar a Frente Parlamentar de Apoio ao Setor Têxtil. Kuhlmann também defendeu investimentos do Governo de Santa Catarina nas áreas de infraestrutura, saúde, segurança e tecnologia. Integrou a Comissão de Segurança Pública, a Comissão de Transportes e Desenvolvimento Urbano, a Comissão de Legislação Participativa  e presidiu a Comissão de Proteção Civil  Nesse mandato o parlamentar apresentou 58 Projetos de Lei e obteve a aprovação de 29 deles.
Em seu terceiro mandato, iniciado em 2015, Jean Kuhlmann foi escolhido o Líder do Partido Social Democrático (PSD) na Assembleia Legislativa. O parlamentar é integrante da  Comissão de Ética e Decoro Parlamentar, Comissão de Proteção Civil e da Comissão de Trabalho, Administração e Serviço Público. E preside a Frente Parlamentar da Inovação Catarinense e a Frente Parlamentar de Apoio ao Setor Têxtil e Calçadista.
Em 2017, é eleito presidente da Comissão de Constituição e Justiça da Assembleia Legislativa de Santa Catarina.

## Atuação como secretário
De janeiro a dezembro de 2007, período em que esteve a frente da Secretaria do desenvolvimento econômico Sustentável, destacou-se pelo desenvolvimento do Prodec (Programa de Desenvolvimento da Empresa Catarinense) e o Pró-Emprego (Programa de Expansão do Emprego e Melhoria da Qualidade de Vida do Trabalhador).
Em sua gestão também atuou na preservação dos recursos hídricos catarinenses, na resolução do problema das enchentes na Região do Vale do Itajaí bem como deu início a outras ações que não foram concluídas, a exemplo do novo código ambiental e a situação dos recursos hídricos.